# Postweg (Nijmegen)
De Postweg is een weg in het oosten van de Nederlandse stad Nijmegen. 

## Route
De Postweg begint bij het kruispunt van de Groenewoudseweg en Groesbeekseweg (bij Restaurant Groenewoud) en loopt daarna door de wijk Kwakkenberg in oostelijke richting. De weg liep oorspronkelijk van de Groesbeeksche baan (oude naam van de Groesbeekseweg) tot aan de Oude Kleefsche baan (huidige Berg en Dalseweg) nabij Ubbergen en de grens met de gemeente Berg en Dal). 
Volgens een raadsbesluit van de gemeente Nijmegen op 9 juli 1924 werd het laatste gedeelte, tot aan de Berg en Dalseweg, aan het verkeer onttrokken. Sindsdien eindigt de Postweg bij de Sophiaweg.

## Bebouwing
Aan de Postweg zijn enkele gemeentelijke monumenten gelegen, waaronder het koetshuis, het in 1855 in opdracht van Bernhard Bahlmann gebouwde Landgoed Gelders Hof en de begraafplaats Rustoord.

## Naam
Over de Postweg zou vanaf eind 17e eeuw de post naar Kleef zijn vervoerd. Vanaf herberg Het Groenewoud op de hoek van Groesbeekseweg en Groenewoudseweg, waar de post per bestemming werd gesorteerd, brachten postkoetsen via postwegen hun lading naar Kleef en andere plaatsen in de omgeving zoals Arnhem, Venlo en ’s-Hertogenbosch.
De Postweg had in het verleden zijn eindpunt nabij de in 1871 afgebroken molen op de Hengstberg in Ubbergen, voorheen "Tot Voordeel en Genoegen", die vanaf 1817 in eigendom was van M.W. van Velp en J.R. Post, en later van de zoon van laatstgenoemde. Sindsdien stond deze molen bekend als de "molen van Post". Op grond daarvan is wel geopperd dat de straatnaam Postweg zelf zou verwijzen naar de molen. De naam De Postweg blijkt echter ouder en was al op kadastrale kaarten vermeld voordat de molen op de Hengstberg er was.

## Postweg in Berg en Dal
- Op slechts enkele kilometers afstand loopt er buiten de bebouwde ook een Postweg van Berg en Dal naar Groesbeek.